# Fengzhengia mamingae
Fengzhengia mamingae — викопний вид членистоногих, що існував у середньому кембрії (521—514 млн років тому). Вважається, що це базальне членистоноге, як один із найбазальніших представників клади Deuteropoda (включає прогресивніші клади Chelicerata і Mandibulata, але не включає примітивніших Dinocaridida).

## Скам'янілості
Скам'янілі відбитки тварини знайдено у відкладеннях маотяньшаньських сланців у провінції Юньнань на півдні Китаю.

## Назва
Назва роду походить від мандаринського слова 风筝 (fēngzhēng) — повітряний змій, тобто чотирикутник, чотири сторони якого можна згрупувати у дві пари рівних за довжиною сторін, що прилягають одна до одної. Назва дана з огляду на загальну форму скам'янілості. Видова назва присвоєно на честь Ма Мін (马明, Mă Míng), дружини Яна Чжисіня (杨志, (Yáng Zhìxīn) з Куньміна, чоловіка, який знайшов і підготував скам'янілість.

## Опис
Тіло завдовжки до 5 см. Як і інші базальні дейтероподи, Fengzhengia мала закручену вгору пару «лобових відростків», що контрастує з загнутою вниз парою лобових відростків у радіодонтів. На голові пара пара очей-стеблин. Стовбур мав 15 тергітів, з яких перші дев'ять мали шипи, спрямовані вгору, а тулуб закінчувався віяловим хвостом. Схоже, що тулуб мав пару двоярусних кінцівок із веслоподібними екзоподами. Вважається, що тварина була нектобентосним (плавав прямо над осадом) падальником або хижаком. Було припущено про тісну спорідненість з родом Kylinxia.